# Административное деление Российской империи на 1 января 1883 года
Российская империя по состоянию на 1 (13) января 1883 года делилась на генерал-губернаторства, губернии, области и уезды
- Польское Царство, Финляндское княжество, Бухарское и Хивинское ханства
- общее число генерал-губернаторств — 4
- общее число губерний — 59
- общее число областей на правах губернии — 19
- столица — город Санкт-Петербург

Отличия от 1 января 1852 года:
- вновь образованы:

1. Акмолинская область (1868 год) из ранее (с 1854 года) образованной Области Сибирских Киргизов на юге Западной Сибири
2. Амурская область (1858 год) из новых земель
3. Батумская область (1878 год) из новых земель
4. Бессарабская губерния (1873 год) из Бессарабской области
5. Бухарское ханство (1868 год) под протекторатом Российской империи
6. Дагестанская область (1860 год) из части Дербентской губернии и некоторых уездов Тифлисской губернии
7. Елисаветпольская губерния (1868 год) из восточных частей Тифлисской и западных частей Бакинской области
8. Закаспийская область (1881 год) из Закаспийского отдела (основан в 1874 году) на западе нынешнего Туркменистана из новых земель
9. Зеравшанский округ (1868 год) из новых земель к югу от Ташкента
10. Карсская область (1878 год) из новых земель
11. Кубанская область (ноябрь 1860 года) из ранее не оформленных земель Черноморского (с ноября 1860 года — Кубанского) войска. а также из 6 бригад Кавказского линейного войска
12. Оренбургское генерал-губернаторство (1868 год) — в составе Тургайской и Уральской области
13. Приморская область (14 (26) ноября 1856 года) из части Иркутской губернии и упразднённой Камчатской области и новых земель (1858 год, 1860 год)
14. Семипалатинская область (1854 год) из новых земель на юге Западной Сибири
15. Семиреченская область (июль 1867 года) из части Туркестанской области
16. Степное генерал-губернаторство (1882 год) из Акмолинской, Семипалатинской и Семиреченской областей
17. Сухумский отдел (17 (29) августа 1866 года) в составе Кавказского наместничества
18. Сыр-Дарьинская область (июль 1867 года) из части Туркестанской области
19. Терская область (1860 год) из ранее неоформленных земель Терского (ранее — Кавказского линейного) войска (без 6 бригад переведенных в Кубанскую область)
20. Тургайская область (1868 год)
21. Туркестанская область (1865 год) в составе Оренбургского генерал-губернаторства из новых земель: Семиреченский и Заилийский края, города Аулие-Ата (сейчас — Тараз), Туркестан, Чимкент, а с 1866 года — и город Ташкент, Ходжент, Зачирчикский край
22. Туркестанское генерал-губернаторство (июль 1867 года) из Туркестанской области
23. Уральская область (1868 год) из Оренбургских Киргизов область, основанную в 1859 году из новых земель (Младший Жуз и Зауральские степи)
24. Уфимская губерния (1865 год) из части Оренбургской губернии
25. Ферганская область (1876 год) из упразднённого Кокандского ханства (в составе России с 1868 года)
26. Хивинское ханство (1873 год) под протекторатом Российской империи
27. Черноморский округ (1867 год) Кубанской области

- упразднены:

1. Бессарабская область (1873 год) — в Бессарабскую губернию
2. Дербентская губерния (1860 год) — в Бакинскую губернию и Дагестанскую область
3. Западно-Сибирское генерал-губернаторство (18 (30) мая 1882 года) — в Степное генерал-губернаторство, Тобольскую и Томскую губернии
4. Кавказское наместничество (1883 года)
5. Камчатская область (14 ноября 1856 года) — в Приморскую область
6. Туркестанская область (июль 1867 года) — в Туркестанское генерал-губернаторство

- переименованы:

1. Земля Войска Донского (1870 год) в Область Войска Донского
2. Шемахинская губерния (1859 год) в Бакинскую губернию

- список генерал-губернаторств:

1. Восточно-Сибирское генерал-губернаторство (центр — Иркутск)
  1. Енисейская губерния
  2. Иркутская губерния
  3. Амурская область
  4. Забайкальская область
  5. Приморская область
  6. Якутская область
  7. остров Сахалин (особый отдел)
2. Оренбургское генерал-губернаторство (центр — Оренбург)
  1. Тургайская область
  2. Уральская область
3. Степное генерал-губернаторство (центр — Омск)
  1. Акмолинская область
  2. Семипалатинская область
  3. Семиреченская область (из Туркестанского генерал-губернаторства в 1882 году)
4. Туркестанское генерал-губернаторство (центр — Ташкент)
  1. Сыр-Дарьинская область

- список всех губерний:

1. Архангельская
2. Астраханская (в 1876 году включена территория Букеевской Орды)
3. Бакинская
4. Бессарабская
5. Виленская
6. Витебская
7. Владимирская
8. Вологодская
9. Волынская
10. Воронежская
11. Вятская
12. Гродненская
13. Екатеринославская
  1. Александровский уезд
  2. Бахмутский уезд
  3. Верхнеднепровский уезд
  4. Екатеринославский уезд
  5. Новомосковский уезд
  6. Павлоградский уезд
  7. Ростовский уезд
  8. Славяносербский уезд
14. Елисаветпольская
15. Енисейская (центр — Красноярск)
16. Иркутская
17. Казанская
18. Калужская
19. Киевская
20. Ковенская
21. Костромская
22. Курляндская (центр — Митава)
23. Курская
24. Кутаисская
25. Лифляндская (центр — Рига)
26. Минская
27. Могилёвская
28. Московская
29. Нижегородская
30. Новгородская
31. Олонецкая
32. Оренбургская
33. Орловская
34. Пензенская
35. Пермская
36. Подольская
37. Полтавская
38. Псковская
39. Рязанская
40. Самарская
41. Санкт-Петербургская
42. Саратовская
43. Симбирская
44. Смоленская
45. Ставропольская
46. Таврическая
47. Тамбовская
48. Тверская
49. Тифлисская
50. Тобольская
51. Томская
52. Тульская
53. Уфимская
54. Харьковская
55. Херсонская
56. Черниговская
57. Эриванская
58. Эстляндская (центр — Ревель)
59. Ярославская

- список областей:

1. Акмолинская (центр — Омск)
2. Амурская (центр — Благовещенск)
3. Батумская
4. Дагестанская (центр — Дербент, с 1866 года — Темир-Хан-Шура)
5. Войска Донского
6. Забайкальская (центр — г. Чита)
7. Закаспийская
8. Карсская
9. Кубанская (центр — Екатеринодар)
10. Приморская (центр — г. Софийск, с 1858 года — Николаевск-на-Амуре, с 1880 — Хабаровск)
11. Семипалатинская
12. Семиреченская (центр — Верный)
13. Сыр-Дарьинская область (центр — Ташкент)
14. Терская (центр — Владикавказ)
15. Тургайская (центр — Оренбург)
16. Уральская (центр — Уральск)
17. Ферганская (центр — Скобелев)
18. Якутская